# أولاد الجابري (أولاد ناصر)
أولاد الجابري هي إحدى مشيخات المملكة المغربية، تتبع جغرافيا لإقليم الفقيه بن صالح وإداريًا لأولاد ناصر. يقدر عدد سكانها بـ 2961 نسمة حسب الإحصاء الرسمي للسكان والسكنى لسنة 2004.